# Area 88
Area 88 é um anime japonês exibido originalmente em 1988 no Japão. O tema principal de Área 88 é sobre aviação militar, a história gira em torno de Shin Kazama, um rapaz que era faxineiro nas indústrias aéreas de seu amigo de infância, Kanzaki. O tema é bem típico: Em um dia comum de trabalho, lá estava Shin, varrendo os hangares, vendo os aviões decolando, e tendo seu devaneio de se imaginar pilotando um deles, até que o presidente aparece, e pede a Kanzaki que leve Ryouko (sua filha) ao parque de diversões, inicialmente Kanzaki aceita, porém lhe aparece de última hora um compromisso inadiável (até hoje não se sabe o que seria esse compromisso), e ele passa a responsabilidade para Shin. No parque, a primeira parada deles é o terror de Shin: A montanha-russa! durante o passeio, Ryouko e Shin acabam se apaixonando. No retorno, Kanzaki percebe o que houve, e vê sua paquera ameaçada por Shin. Após uma conferência na França, Kanzaki em um esforço desesperado, faz uma tentativa de separar Shin e Ryouko, ele leva Shin a um bar, e faz um brinde a Shin, que ao baixar a guarda, Kanzaki acrescenta muito álcool na taça de Shin, assim que o álcool excessivo faz efeito, Shin fica sonolento, e não consegue definir o que vê, aí Kanzaki põe um contrato sobre a mesa, que supostamente, daria a Shin um cargo de piloto em sua empresa aérea, Shin acaba caindo na armadilha, ele assina o contrato, que em sua visão estava embaçada, logo após isso, adormece, sem saber que o contrato que assinou era na verdade, um contrato de 3 anos com um força aérea mercenária no deserto! Sem ter outra opção, Shin é levado a base. Para convencer Ryouko a esquecer Shin, ele manda um fotógrafo chamado Shinjou, com a função de tirar uma foto da morte de Shin, assim teria Ryouko somente para si. A série original teve 3 episódios (de 63 planejados) ficando inacabada por falta de dinheiro. em 2006 foi feita uma "adaptação" totalmente diferente, que teve 12 episódios, que também ficou inacabada por falta de fundos.